# Aveyron (departement)
Aveyron (12; Occitaans: Avairon) is een Frans departement, gelegen in de regio Occitanie. De prefectuur is Rodez. Het departement dankt zijn naam aan de gelijknamige rivier.

## Geschiedenis
Het departement was een van de 83 departementen die werden gecreëerd tijdens de Franse Revolutie, op 4 maart 1790 door uitvoering van de wet van 22 december 1789, uitgaande van het gebied Rouergue.

## Geografie
Aveyron is omringd door de departementen Tarn, Tarn-et-Garonne, Lot, Hérault, Gard, Lozère en Cantal. Het departement behoort sinds 1 januari 2016 tot de regio Occitanie. Tot 31 december 2015 maakte het deel uit van de (nu voormalige) regio Midi-Pyrénées.
Bekend zijn het regionaal natuurpark Grandes Causses, alsook de Gorges du Tarn en de Gorges de la Jonte.
Aveyron bestaat uit de drie arrondissementen:
- Millau
- Rodez
- Villefranche-de-Rouergue

Aveyron telt 23 kantons:
- Kantons van Aveyron

Aveyron telt 285 gemeenten:
- Lijst van gemeenten in het departement Aveyron

## Demografie
De inwoners van Aveyron heten Aveyronnais.

### Demografische evolutie sinds 1962
| Naam       | Index 1962 | Index 1968 | Index 1975 | Index 1982 | Index 1990 | Index 1999 | Index 2008 | Index 2019 |
| ---------- | ---------- | ---------- | ---------- | ---------- | ---------- | ---------- | ---------- | ---------- |
| Aveyron    | 100,0      | 96,9       | 95,8       | 95,9       | 93,0       | 90,8       | 95,0       | 96,4       |
| Frankrijk* | 100,0      | 107,1      | 113,3      | 117,0      | 121,9      | 126,0      | 133,8      | 140,1      |

| Naam       | Inw./Km² 1962 | Inw./km² 1968 | Inw./km² 1975 | Inw./km² 1982 | Inw./km² 1990 | Inw./km² 1999 | Inw./km² 2008 | Inw./km² 2019 |
| ---------- | ------------- | ------------- | ------------- | ------------- | ------------- | ------------- | ------------- | ------------- |
| Aveyron    | 33,3          | 32,2          | 31,9          | 31,9          | 30,9          | 30,2          | 31,6          | 32,0          |
| Frankrijk* | 84,2          | 90,1          | 95,4          | 98,5          | 102,7         | 106,1         | 112,7         | 119,7         |

Frankrijk* = exclusief overzeese gebieden
Bron: Recensement Populaire INSEE - 1962 tot 1999 population sans doubles comptes, nadien Population Municipale
Op 1 januari 2022 had Aveyron 279.736 inwoners.

### De tien grootste gemeenten in het departement
| #  | Gemeente                 | Aantal inwoners (2022) |
| -- | ------------------------ | ---------------------- |
| 1  | Rodez                    | 24.136                 |
| 2  | Millau                   | 21.859                 |
| 3  | Onet-le-Château          | 12.062                 |
| 4  | Villefranche-de-Rouergue | 11.502                 |
| 5  | Saint-Affrique           | 7.924                  |
| 6  | Luc-la-Primaube          | 6.054                  |
| 7  | Decazeville              | 5.025                  |
| 8  | Espalion                 | 4.607                  |
| 9  | Capdenac-Gare            | 4.394                  |
| 10 | Sévérac d'Aveyron        | 4.044                  |

## Afbeeldingen

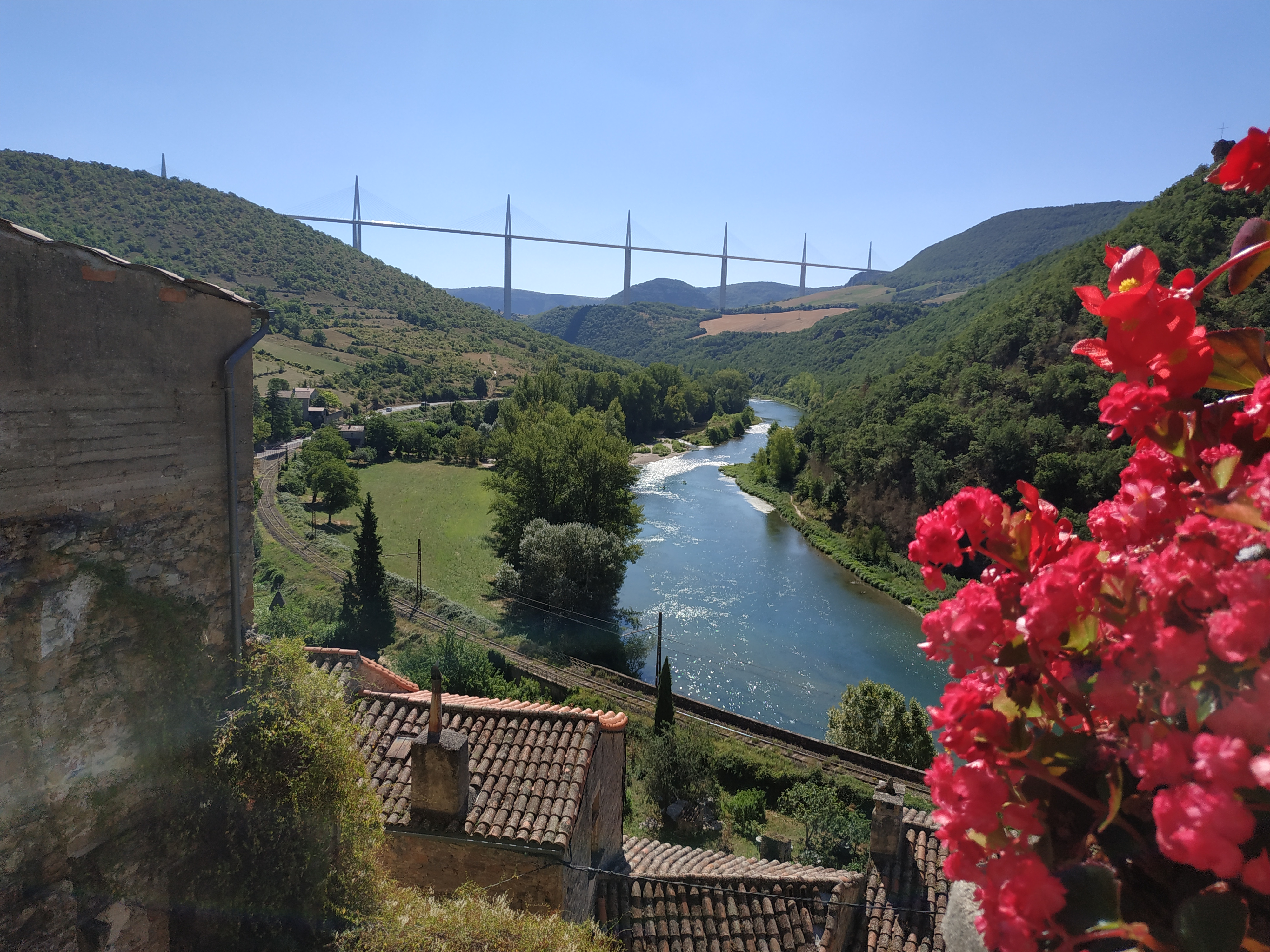
Viaduc de Millau
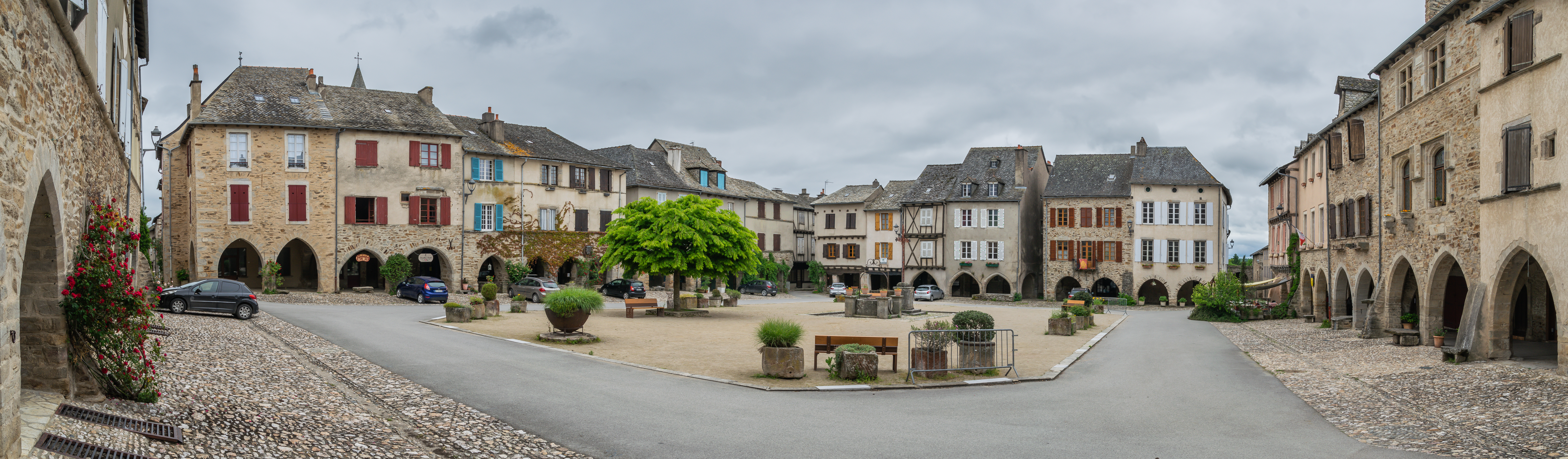
Place des Arcades, Sauveterre-de-Rouergue
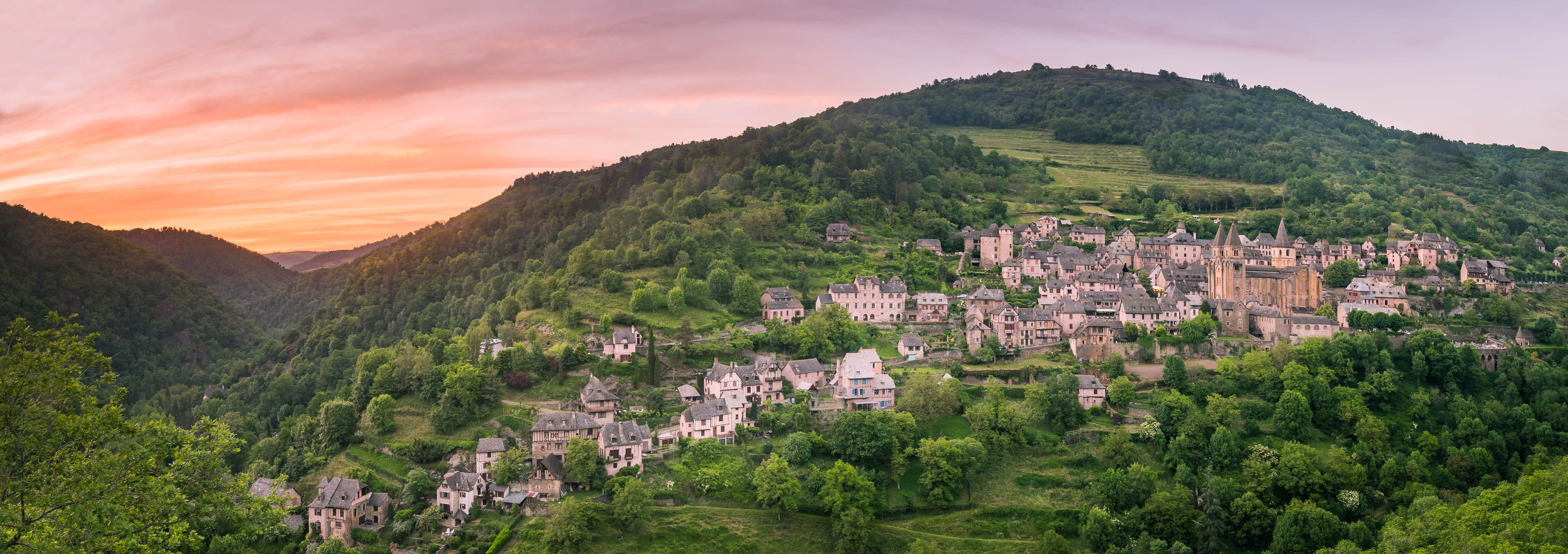
Conques
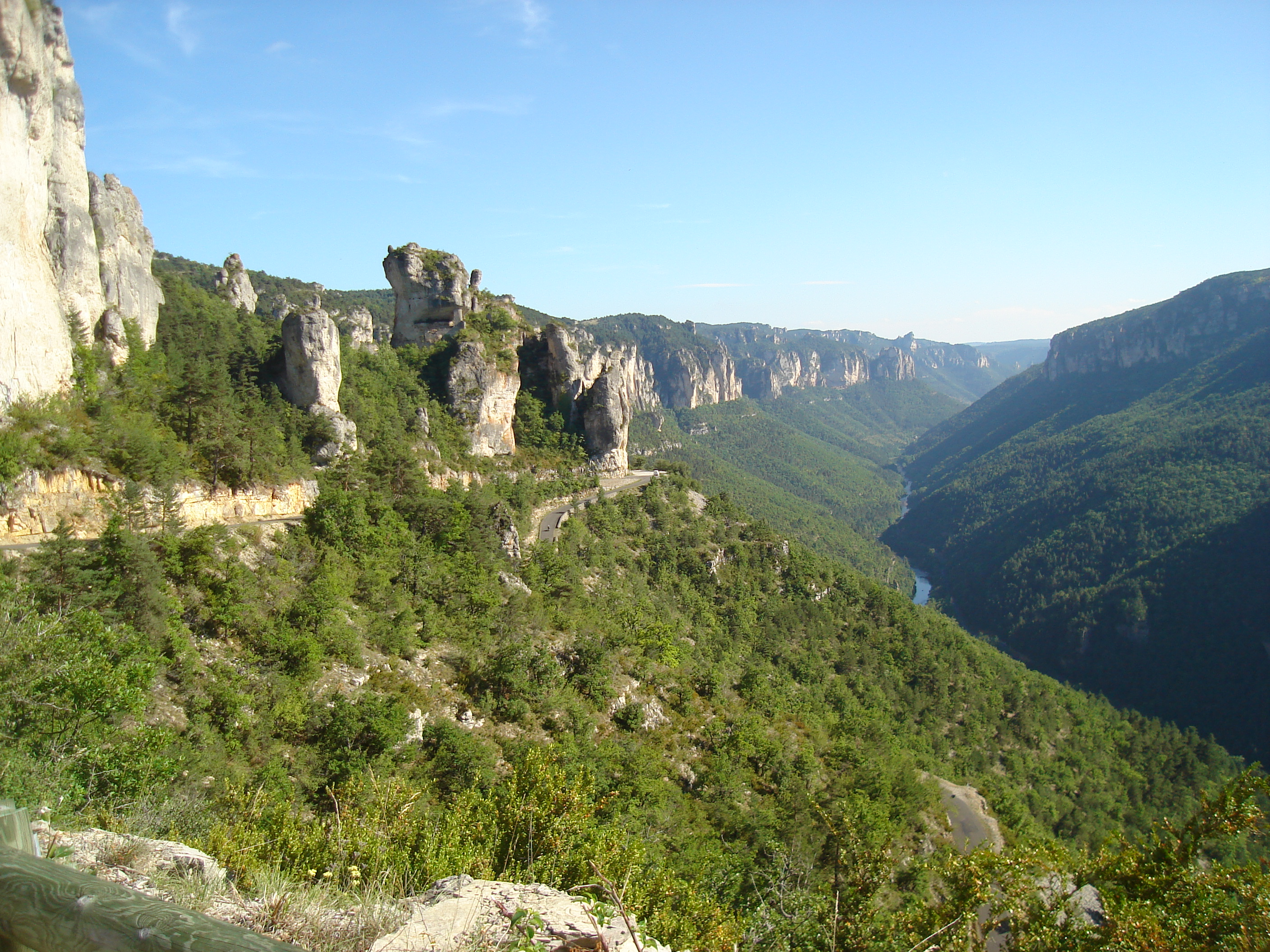
Gorges du Tarn
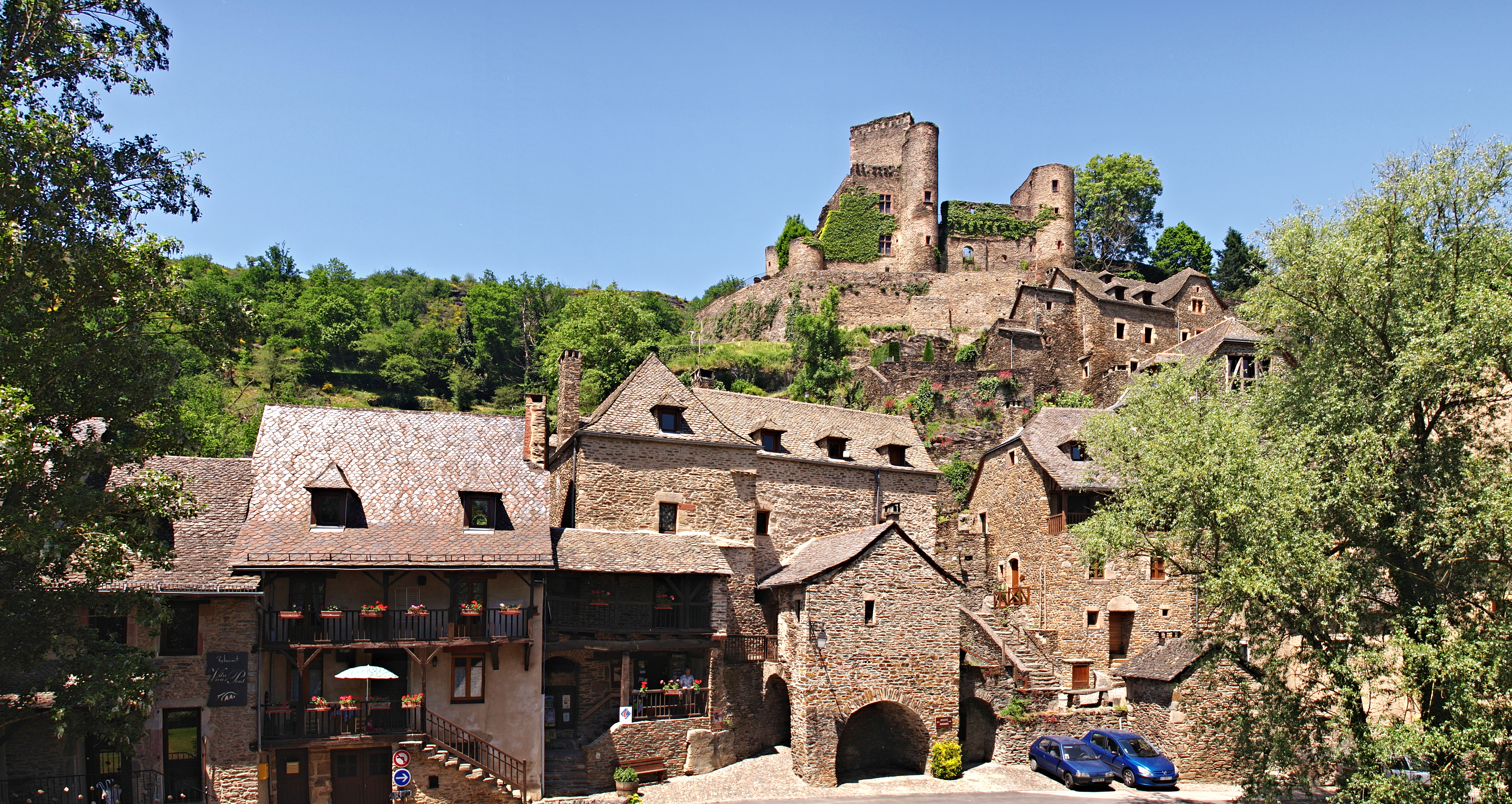
Belcastel
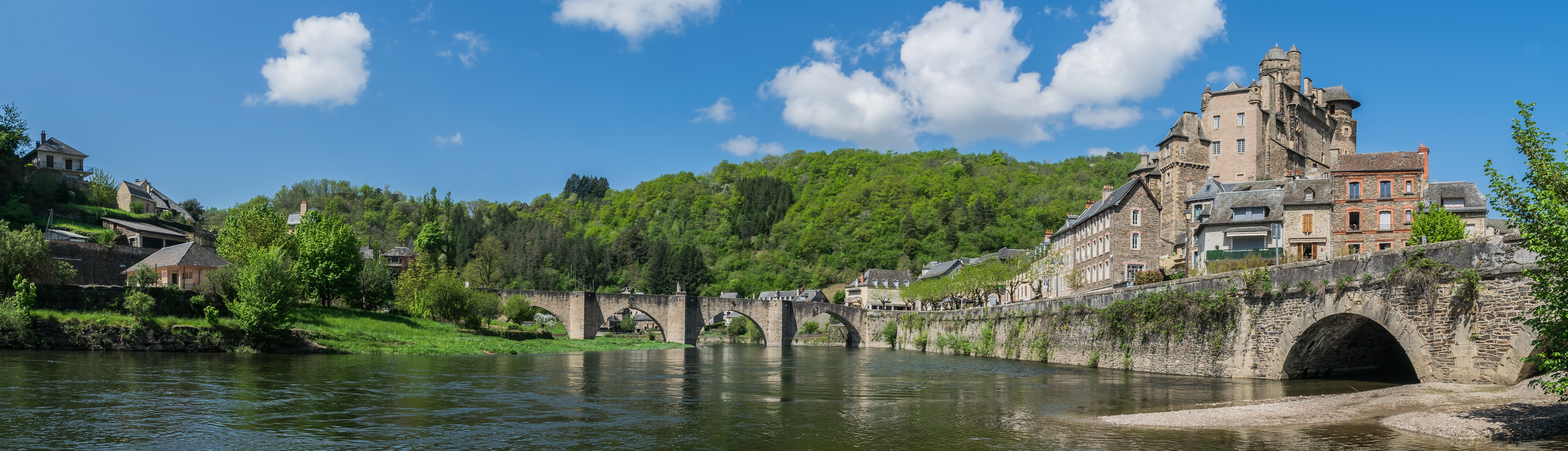
Estaing
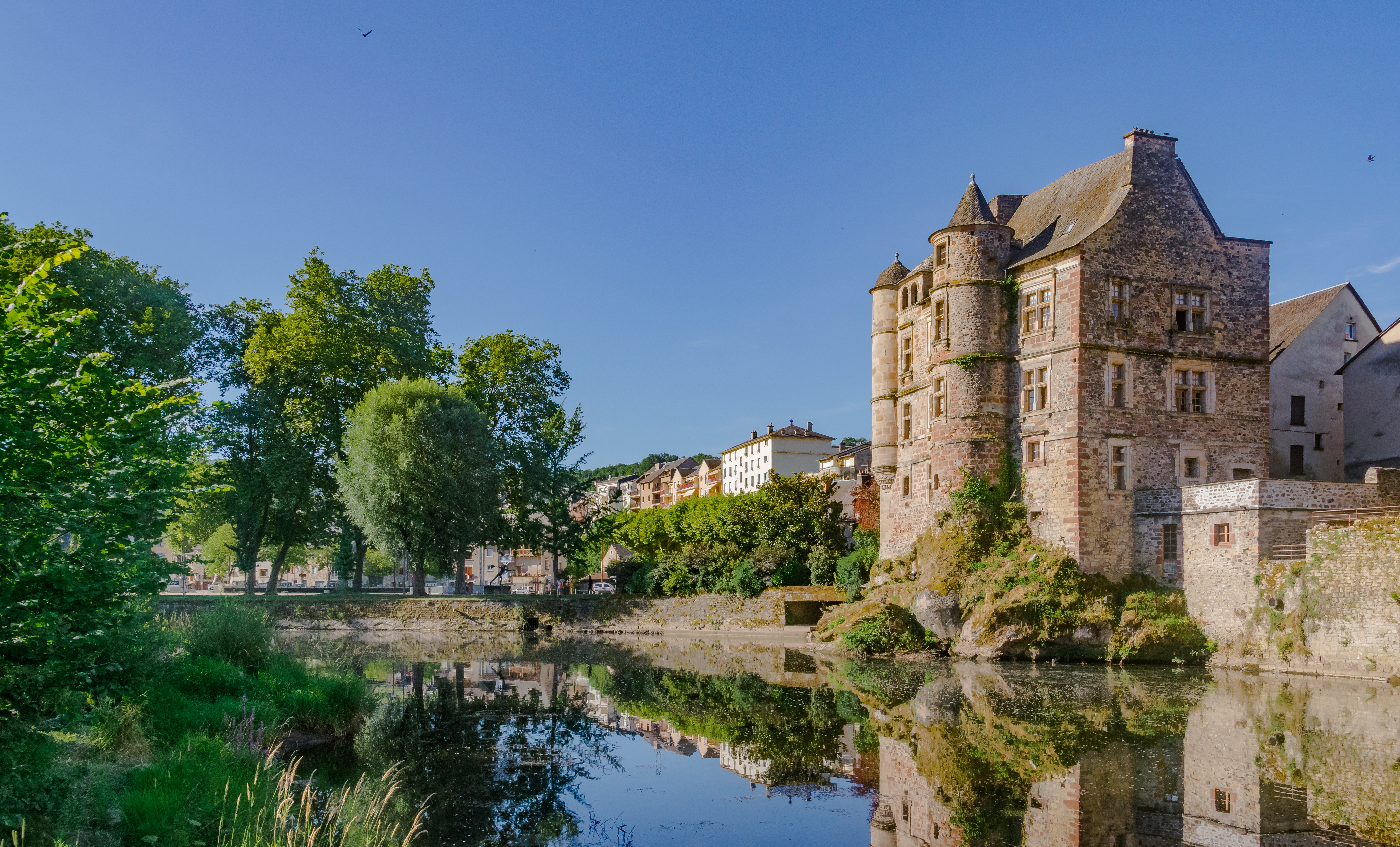
Espalion